# Sorvete de bacon
O sorvete de bacon (ou sorvete de bacon e ovo) é um sorvete geralmente criado com a adição de bacon ao creme de ovos e o congelamento da mistura. O conceito de sorvete de bacon teve origem em um esboço de 1973 na série de comédia britânica The Two Ronnies como uma piada; ele acabou sendo criado para o Dia da Mentira por uma sorveteria de Nova Iorque em 1982. Na década de 2000, o chef inglês Heston Blumenthal fez experimentos com sorvete, preparando um creme semelhante a ovos mexidos e acrescentando bacon para criar um de seus pratos exclusivos. Agora ele aparece nos cardápios de sobremesas de outros restaurantes.

## Origens
Em geral, espera-se que o sorvete seja um alimento doce, consumido como sobremesa, embora existam evidências de sorvetes salgados consumidos na época vitoriana. O sorvete de bacon surgiu como uma piada, um sabor que ninguém comeria de bom grado, no “Ice Cream Parlour Sketch” de 1973 do The Two Ronnies, em que um cliente pede sorvete com sabor de queijo e cebola seguido de bacon defumado.
Em 1992, o sorvete de bacon e ovo foi criado como um experimento do Dia da Mentira na Aldrich's Beef and Ice Cream Parlor em Fredonia, Nova Iorque [en]. Dez anos antes, o coproprietário Scott Aldrich foi desafiado por um vendedor de molho para fazer sorvete de molho de carne, o que ele fez no Dia da Mentira de 1982. Embora essa tenha sido a criação “mais nojenta”, a Aldrich's passou a lançar outros sabores incomuns no Dia da Mentira, como “sorvete de espaguete de chocolate” (a primeira das muitas contribuições de Julia Aldrich), “ketchup e mostarda”, “carne de porco e feijão” ou “chucrute e baunilha” em 1991. Em 1992, eles fizeram 15 galões americanos (57 L) de sorvete de bacon e ovo, que ele ofereceu gratuitamente a qualquer pessoa que quisesse experimentar. Os sorvetes geralmente recebiam críticas positivas. Em 1992, o The Victoria Advocate relatou,
Apesar dos nomes nojentos, a maioria dos sabores de pegadinhas [de Aldrich] tem um gosto bom, disse ele. Bacon e ovo tem gosto de baunilha levemente noz, embora o leve sabor de gema de ovo em flocos às vezes se sobressaia.
Em 2003, uma sorveteria, a “Udder Delight”, foi inaugurada em Rehoboth Beach, Delaware, especializada em sabores de sorvete “bizarros”. Entre outros sabores, como o premiado sorvete de manteiga de amendoim e geleia, eles criaram um sorvete de bacon com gosto de manteiga de noz-pecã. O proprietário, Chip Hearn, incluiu o sabor com outros 17 em um grupo de foco somente para convidados, onde os provadores puderam sugerir mudanças e dar opiniões sobre o sabor.

## Heston Blumenthal
O chef inglês Heston Blumenthal cria pratos incomuns usando a gastronomia molecular. Seu restaurante, o Fat Duck em Bray, Berkshire, ganhou três estrelas Michelin, entre outras conquistas. Já em 2001, Blumenthal criou sabores salgados de sorvete, como grão de mostarda e caranguejo. Em um artigo explicando o conceito de “encapsulamento de sabor”, Blumenthal explicou que o sabor é muito mais intenso em explosões encapsuladas, em vez de quando disperso em uma solução; portanto, quanto mais os ovos são cozidos, mais as proteínas se unem. Isso cria bolsões de sabor de ovo no sorvete, que são liberados à medida que derretem na boca dos clientes.
O sorvete de bacon e ovo de Blumenthal surgiu de seu interesse em “encapsulamento de sabor”: o princípio que significa que um único grão de café esmagado em seus dentes enquanto bebe água quente terá muito mais sabor de café do que o mesmo grão esmagado dissolvido na água. Um dia, usando esse princípio, ele cozinhou demais o creme de ovos para um sorvete, de modo que ele ficou praticamente mexido. Ele fez um purê e um sorvete com ele, que tinha um imenso sabor de ovo... [que] não era particularmente agradável. Foi então que ele decidiu ver se poderia incorporar os tons doces do bacon defumado em um sorvete de ovo. Caramba, como funcionou.— Jay Rayner The Observer
O sorvete tradicional é um creme de ovos congelado com adição de sabores. Blumenthal bate as gemas de ovos com açúcar até que o açúcar interaja com as proteínas da gema, criando uma rede de proteínas. Toda a substância fica branca e, nesse momento, os sabores podem ser adicionados e cozidos. Enquanto mexe a mistura, Blumenthal a resfria o mais rápido possível usando nitrogênio líquido.
O sorvete de bacon e ovo de Blumenthal, agora um de seus pratos característicos, juntamente com outros sabores exclusivos, deu-lhe a reputação de “The Wizard of Odd” (O Mágico do Estranho) e fez de seu restaurante um ímã para os entusiastas da gastronomia. Blumenthal declarou que uma de suas ambições é criar um sorvete com sabores liberados em etapas separadas por tempo; por exemplo, bacon e ovo seguidos de suco de laranja ou chá. Após aperfeiçoar a técnica de separação dos sabores, ele tentaria fazer mexilhões seguidos de chocolate.
Na Lista de Honras de Ano Novo de 2006, Blumenthal foi agraciado com o título de Oficial da Mais Excelente Ordem do Império Britânico (OBE), a quarta mais alta ordem de cavalaria do Reino Unido, por seus serviços à gastronomia.

## Receitas

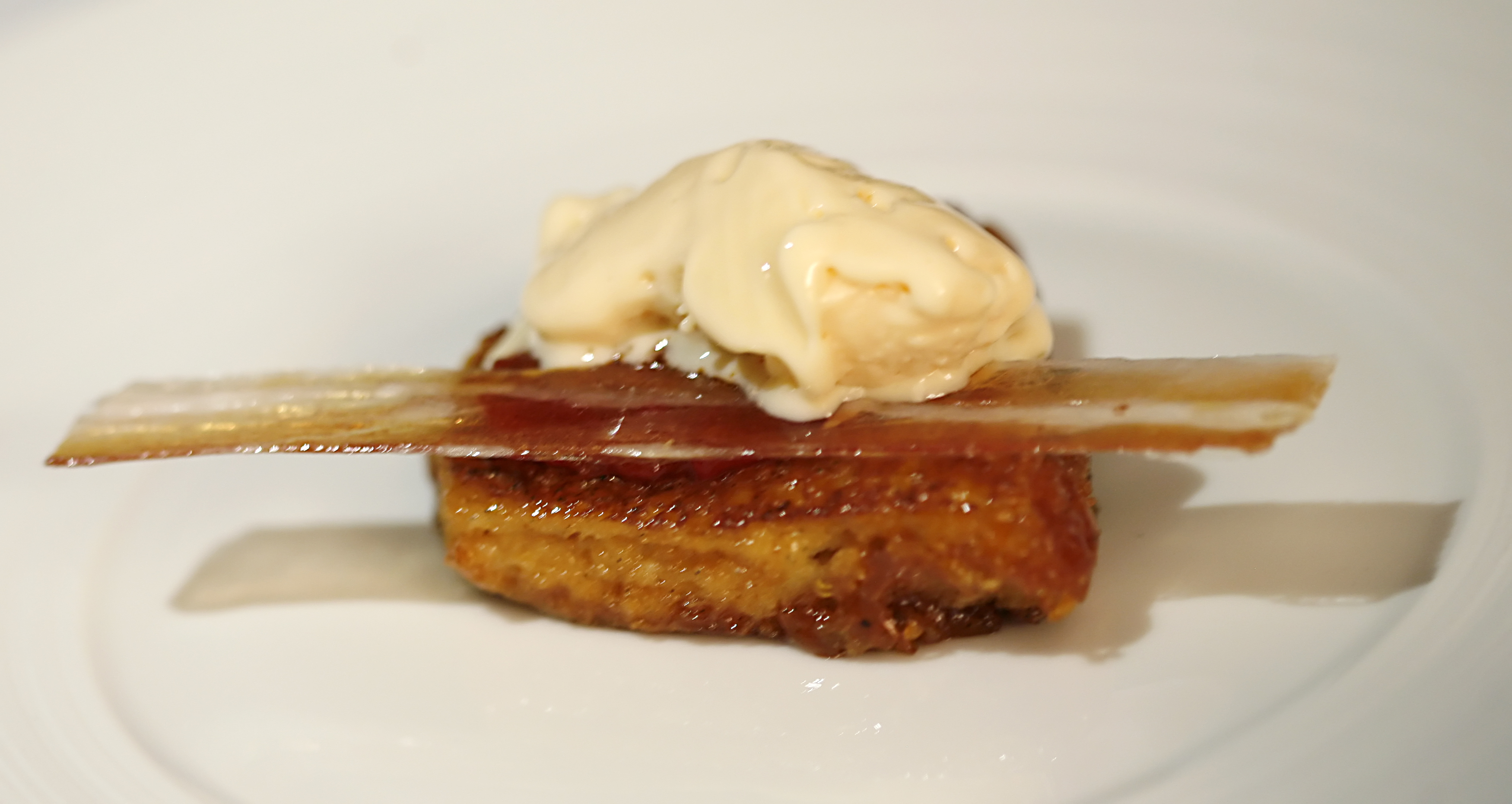
Sorvete de bacon incorporado em um prato

Como o sorvete de bacon foi criado em 1992 e ganhou destaque nos anos 2000, não existe uma receita tradicional. As receitas envolvem geralmente a adição de bacon a uma receita padrão de sorvete doce, geralmente de baunilha, mas outras sugestões incluem café, rum ou noz-pecã. O salgado do bacon realça a doçura do sorvete. De acordo com um artigo da Wired.com, o bacon deve ser cristalizado antes da adição, um processo que envolve assar o bacon em uma calda de açúcar. Isso tem o benefício de adoçar o bacon, de forma semelhante às panquecas em algumas partes dos Estados Unidos.

### Variação de Heston Blumenthal
A receita de Blumenthal usa sorvete sem sabor, mas com gosto de ovo. Na receita apresentada no The Big Fat Duck Cookbook, o bacon é levemente assado com a gordura e depois infundido no leite por 10 horas. A mistura infundida é aquecida com precisão com ovo e açúcar para cozinhar demais os ovos, aumentando o sabor “de ovo”, depois é peneirada, passada em um processador de alimentos, batida e congelada. O sorvete é servido com rabanada caramelizada, compota de tomate, uma fatia de pancetta endurecida com xarope de ácer e geleia de chá.
Desde então, Blumenthal atualizou sua receita para incluir dez horas de imersão do bacon em um saco embalado a vácuo antes de assar. Ele também mudou a apresentação para que o sorvete não congelado seja injetado em cascas de ovos vazias e, em seguida, dramaticamente mexido na mesa do cliente em nitrogênio líquido, dando a impressão de estar cozinhando.

## Recepção
O sorvete de bacon teve uma recepção mista; como uma combinação de sabores doces e salgados, ele foi projetado para ser controverso. Em 2004, o chef rival Nico Ladenis achou que o sistema Michelin estava prestando um “grande desserviço ao setor” ao aclamar Blumenthal como um gênio do sorvete de ovo e bacon, dizendo que a originalidade por si só não deveria merecer uma estrela Michelin. Blumenthal ressaltou que Ladenis nunca havia experimentado o referido sorvete.
Trevor White sugeriu que Blumenthal havia se apegado a uma cultura em que os clientes não se cansam de experimentar o novo e são mimados pela escolha, comparando a comida a um “show de aberrações”. Janet Street-Porter criticou a culinária de Blumenthal como pretensiosa. Ela tentou fazer seu sorvete de bacon e ovos com base na receita publicada em seu The Big Fat Duck Cookbook, alterando ligeiramente a receita devido à sua carga de trabalho agitada e adivinhando quando não tinha os utensílios certos. O resultado foi descrito por ela como nauseante e “doentio demais para se falar”.
O sorvete gerou debate no Los Angeles Times quando a escritora de alimentos Noelle Carter descreveu o sorvete de bacon como perfeito, mas a seção de saúde publicou uma foto de um bypass cardíaco e a manchete “Sorvete de bacon. Não há nada de bom nisso”. O fabricante de sorvete de Delaware ‘Udder Delight’, Chip Hearn, que fez sorvete de bacon, parece ter feito isso em parte como um artifício para atrair as pessoas para sua loja, pois ele permite que os clientes provem qualquer sabor na loja. Ele achava que seus sabores o diferenciavam das muitas outras sorveterias da costa, e muitas pessoas entravam para experimentar o sorvete de bacon apenas para comprar outra coisa.

## Usos notáveis
O sorvete de bacon foi recriado por outros chefs nos últimos anos. Por exemplo, ele aparece no cardápio do Espai Sucre, em Barcelona, um restaurante especializado em sobremesas, com descrições como “inovador” e “espetacular”. Nos Estados Unidos, o bacon foi um dos temas de sobremesa na feira gastronômica Fancy. Em 2006, dois concorrentes criaram versões de sorvete de bacon no reality show Top Chef. O famoso chef Bob Blumer venceu uma competição de sorvetes no Texas com um sorvete de bacon. Originalmente planejando usar bacon cristalizado, ele mudou no último momento para fazer um sorvete de bacon quebradiço. O chef Michael Symon fez sorvete de bacon na primeira temporada da competição The Next Iron Chef da Food Network. Andrew Knowlton, um dos jurados, rejeitou a receita por considerá-la pouco original. Mas Symon conseguiu progredir na competição e acabou vencendo. O Burger King lançou um “sundae de bacon”, sorvete de baunilha com caramelo, chocolate, pedaços de bacon e uma tira de bacon, no verão de 2012 nos EUA. Ele foi testado em Nashville em abril.